# Werner Heinrich von Hacht
Werner Heinrich Graf von Hacht zu Vierlande (* 17. August 1898 in Hamburg; † 5. März 1962 in Ratingen) war unmittelbar nach dem Zweiten Weltkrieg  kurzzeitig Bürgermeister der Stadt Meiningen und Landrat des Landkreises Meiningen.

## Leben
Nach seiner Kriegsteilnahme im Ersten Weltkrieg von 1915 bis 1918 wurde Graf Hacht auf Landgütern in Mecklenburg und Pommern zum Makler ausgebildet. 1923 wechselte er als Landgütermakler zunächst nach Römhild und später nach Meiningen, wo er fortan wohnte. Gleich nach Beginn des Zweiten Weltkriegs ernannte man ihn zum Leutnant der Reserve und beförderte ihn 1941 zum Hauptmann. Im September 1944 versetzte man ihn in das Offizierssammellager nach Wildflecken. Von dort wurde er im März 1945 nach Meiningen entlassen.
Nach der Besetzung Meiningens durch die US-Armee am 5. April 1945 setzten die amerikanischen Behörden Hacht am 12. April 1945 als Bürgermeister der Stadt ein, bereits am 15. April 1945 folgte die Funktion als Landrat des Landkreises Meiningen. In den folgenden Monaten brachte er die Wirtschaft und das Kommunalleben in Stadt und Land wieder in Gang. Nachdem am 5. Juli 1945 die Sowjetarmee die Stadt übernahm, wurde von Hacht am 11. Oktober 1945 wegen seines Einsatzes im Offizierssammellager vom sowjetischen Geheimdienst inhaftiert und im Mai 1950 in den Waldheimer Prozessen verurteilt. Bei einer Amnestie im Jahr 1955 wurde er entlassen und er ließ sich anschließend in Ratingen nieder.